# Comuna Perșe Travnea, Verhnodniprovsk
Perșe Travnea (în ucraineană Перше Травня) este o comună în raionul Verhnodniprovsk, regiunea Dnipropetrovsk, Ucraina, formată din satele Novohrîhorivka, Perșe Travnea (reședința), Pidlujjea, Samotkan și Tarasivka.

## Demografie
Componența lingvistică a satului Perșe Travnea
     Ucraineană (95,02%)
     Rusă (4,12%)
     Alte limbi (0,64%)
Conform recensământului din 2001, majoritatea populației satului Perșe Travnea era vorbitoare de ucraineană (95,02%), existând în minoritate și vorbitori de rusă (4,12%).